# Água Boa (kommun i Brasilien, Mato Grosso)
Água Boa är en kommun i Brasilien.   Den ligger i delstaten Mato Grosso, i den centrala delen av landet, 500 km väster om huvudstaden Brasília. Antalet invånare är 20 844.
Omgivningarna runt Água Boa är huvudsakligen savann. Runt Água Boa är det mycket glesbefolkat, med 3 invånare per kvadratkilometer.